# Giacomo Stefani
Giacomo Antonio Stefani (Magasa, 29 marzo 1816 – Magasa, 15 maggio 1888) è stato un presbitero, educatore, patriota e scrittore italiano.

## Biografia

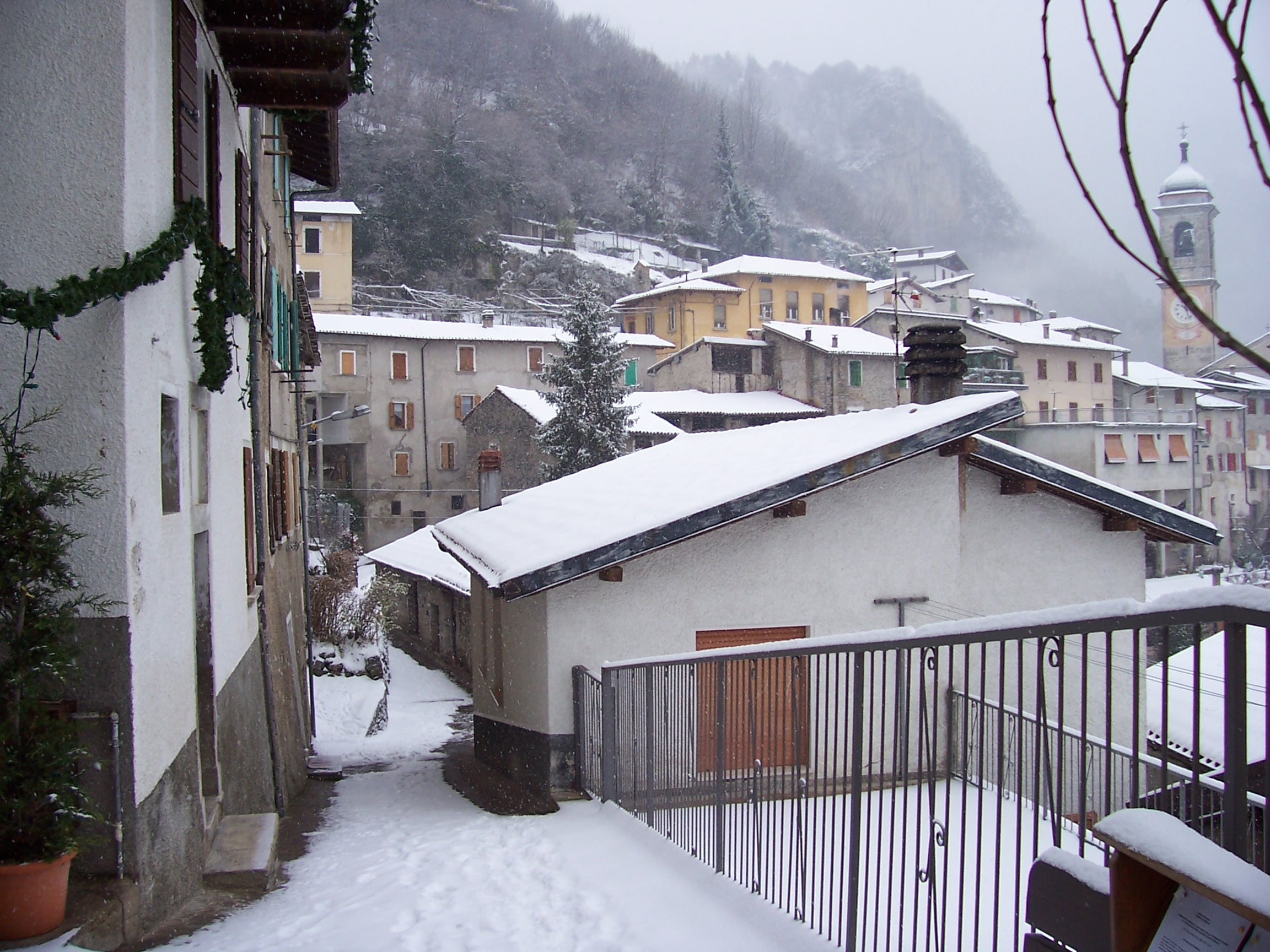
Magasa, via Dosso. A sinistra la casa natale di don Giacomo Stefani

Don Giacomo (o Jacopo) Antonio Stefani nacque a Magasa nel 1816 da Pietro e Teresa Corsetti di Turano in Valvestino.  La famiglia in cui Bartolomeo crebbe gli fornì principi cattolici. Il ragazzo si dimostrò di buona intelligenza e decisamente orientato allo studio al punto che che poté usufruire della formazione pubblica gratuita tramite il Legato Lodron che permetteva a sei chierici della Val Vestino di formarsi presso il seminario di Salò. Così studiò dapprima nel seminario-ginnasio di Santa Giustina a Salò, poi in quello di Trento e fu ordinato sacerdote nella stessa arcidiocesi tridentina. Nominato Cooperatore nel 1836 ad Ala, fu iscritto all'Accademia Roveretana degli Agiati di Rovereto nel 1861. Nel 1842 a Rovereto fu autore con Giuseppe Scrinzi, Marchesani di Sonetti a stampa per la prima messa di don Agostino Curti  e per il matrimonio di Gioachino Curti con Caterina Rossi.
"Dotato di robusto ingegno e svariata erudizione", si diede per molti anni all'istruzione della gioventù e dei seminaristi, dapprima all'Imperial Regio Ginnasio di Rovereto nel 1856 come insegnante supplente di latino, italiano, storia e matematica mentre nell'aprile del 1857 condusse gli "esercizi spirituali agli studenti del Ginnasio", poi nel 1860 fu precettore a Rovereto della nobile famiglia Candelspergher. Con l'instaurarsi, nello stesso anno,  del nuovo governatorato di Trento deI conte Karl Sigmund von Hohenwart, che in base ai rapporti di polizia e di confidenti passò in rassegna le opinioni politiche degli insegnanti delle scuole governative ginnasiali di Trento e Rovereto tramite un'inchiesta, Stefani attenzionato dalla polizia, preferì espatriare nel 1861 nel Regno d'Italia, assunto come insegnante presso il collegio Civico di Desenzano.  Nel 1867 assunse l'incarico di rettore del Convitto di Santa Giustina subentrante a don Carlo Corbellini, ecclesiastico e noto architetto, e come insegnante di aritmetica al ginnasio "comunitativo" pareggiato dell'istituto Lodron di Salò,  ove ebbe come vice-rettore il noto botanico don Pietro Porta di Moerna in Valvestino e come collega il professore don Giovanni Bertanza di Limone sul Garda. Nel 1869 fu nominato direttore del ginnasio al posto del professore Domenico Felice Scotti e del convitto e vi esercitò fino al 1872.  Ben conosciuto nella riviera gardesana, si può ritenere che fosse stato egli a indicare nel 1871 il collega e compaesano professore don Bartolomeo Venturini all'amministrazione del collegio Civico Bagatta di Desenzano come nuovo direttore. 

### Il patriota
Di idee politiche liberali fu sempre nelle attenzioni della polizia austriaca che ne spiava ogni movimento. In un rapporto di polizia del 1860 si apprende che: "Stefani don Giacomo (presso Bernardo Candelspergher), ha ricevuto da Fiorini Pietro di Brescia diversi manifesti della "Secolarizzazione della Sacra Bibbia" di monsignore Pietro Emilio Tiboni, con incarico di spedirne due all'abate barone Giovanni Battista a Prato di Trento", noto propugnatore dell'italianità del Trentino e dichiarato nel 1850 dal governo austriaco incompatibile come catechista. Durante la terza guerra di indipendenza don Giacomo Stefani fu nuovamente segnalato, con don Bartolomeo Venturini, alle autorità di polizia di Trento. Difatti il pretore di Condino, Adolfo Strele, inviò all'imperial regio consigliere di polizia di Trento, cav. Carl Pichler von Deeben, il 17 settembre 1866 la segnalazione: “Venne riferito che certo Venturino Giorgi detto Bagata, oste di Hano, nello stato sardo, dopo l'invasione dei Garibaldini in questo distretto, era incaricato di recarsi a Trento, e che si doveva accompagnare con alcuni emigrati del cessato Circolo di Trento, secondo il dire dei quali a Trento era tutto pronto per lo scoppio di una rivoluzione, per la quale erano preparati vestiti, armi e munizioni. Il detto Bagata sarebbe munito di passaporto con la qualifica di mercante; e consta che viene talvolta nella Val Vestino, ove tiene conferenza con don Giacomo Stefani e con il professore don Bartolomeo Venturini di Magasa, ambidue noti per i sentimenti contrari al legittimo Governo”.
L'amnistia civile-penale concessa dal governo austriaco il 3 ottobre 1866 riguardante tutti quei cittadini tirolesi cooperanti con il Corpo Volontari Italiani di Garibaldi,  lo salvò da un imminente procedimento giudiziario.

### Gli ultimi anni

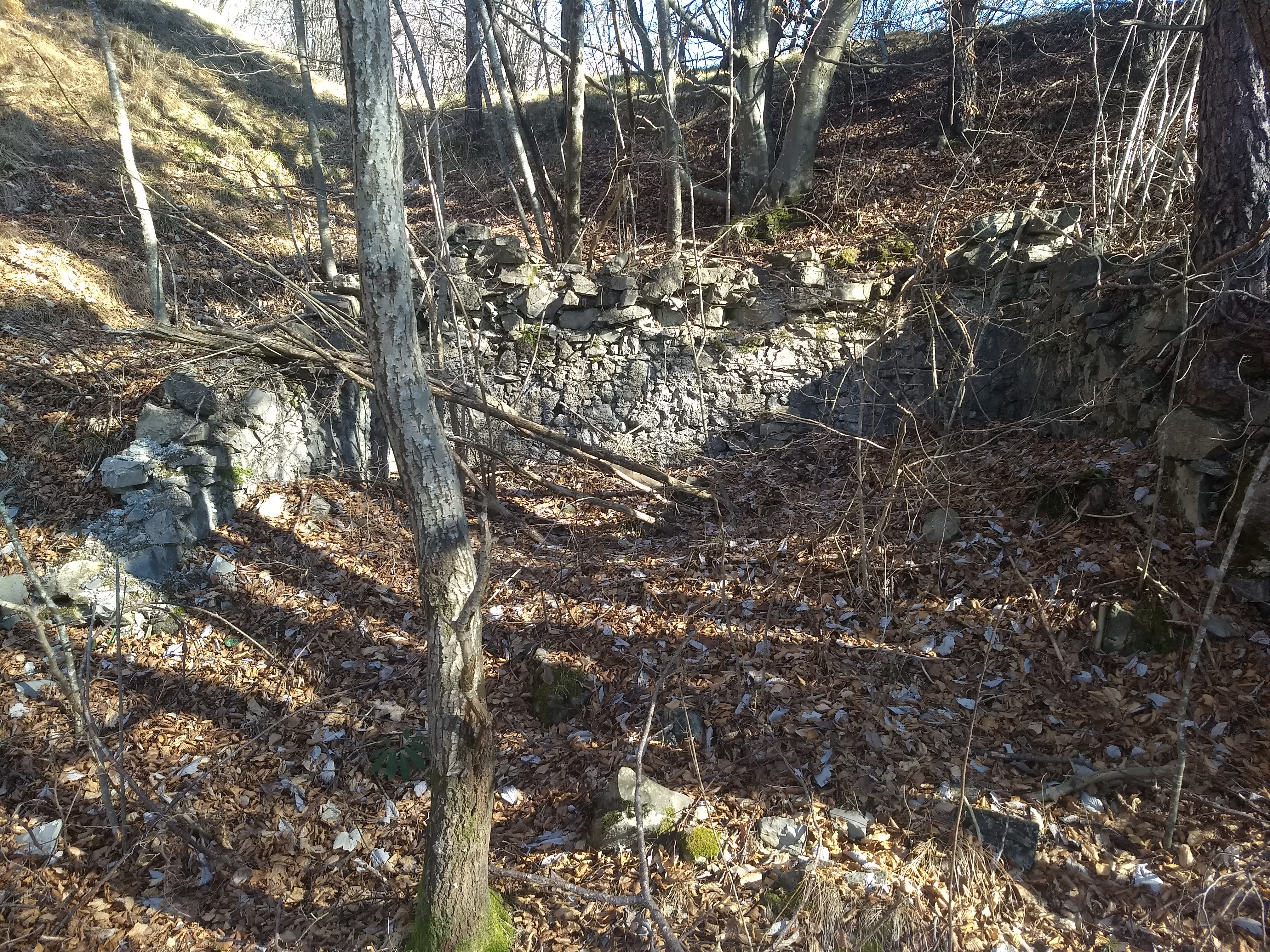
Magasa, località Costa di Romario. Ruderi del fabbricato di caccia appartenuto nel 1800 a don Giacomo Stefani in località Nagh, ora detto "Rocòl de la Comàr" (allevatrice, nella dizione locale) dal soprannome della proprietaria Elvira Salvi nel corso del 1900

Uomo avvezzo agli scherzi, anche dei più truci,  si ricorda, ancora oggi, un fatto perpetrato a danno dei suoi giovani seminaristi a Magasa.  Stizzito delle vanterie di costoro che asserivano di non temere i serpenti, al termine di un pranzo esclamò platealmente: “Ah, così voi non avete paura dei serpenti!” togliendo contemporaneamente dalla tasca, tra lo stupore generale, un innocuo colubro. Fu subito il panico fra i presenti e in breve tempo la stanza si svuotò completamente dei coraggiosi religiosi!

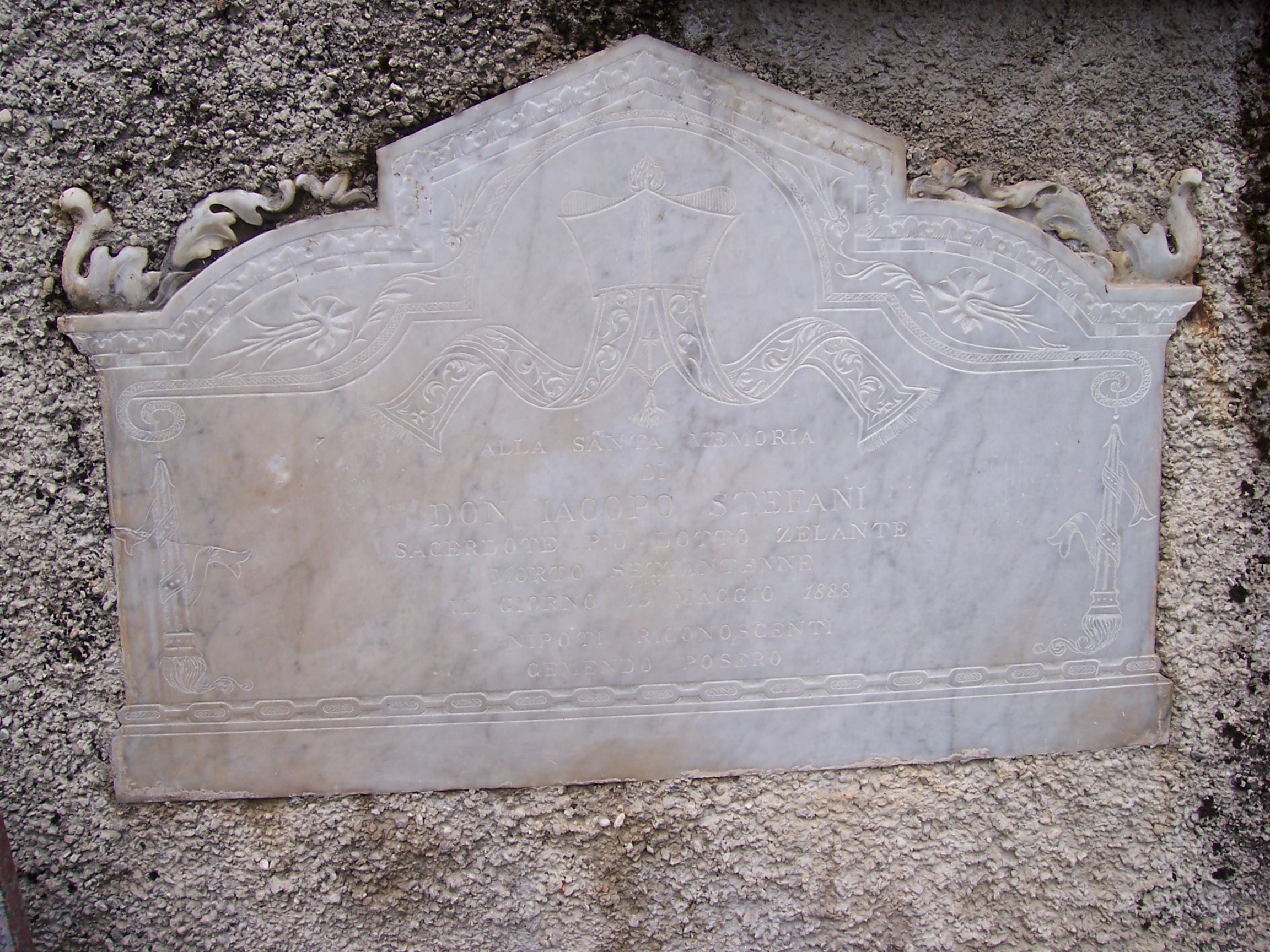
Cimitero di Magasa. La lapide di don Giacomo Stefani

Si ritirò a Magasa nella casa natale di via Dosso n° 2, trascorrendo buona parte della sua giornata nella tranquillità dello studio, nell'esercizio delle opere di carità con la fondazione di “Legati” alla Confraternita del Santissimo Sacramento e nell'insegnamento ai giovani. Era proprietario di un roccolo detto Roccolo de la Comàr e di un fondo agricolo in località Costa di Romario, detto Nagh sulle pendi del monte Denai. Con testamento del 15 agosto 1887 elargiva una certa somma di denaro alla chiesa di Magasa per la celebrazione di sante messe.
Morì nel 1888 lasciando vivo desiderio di sé e nell'atto di morte redatto dal curato don Amadio Monticelli si legge: “Il molto reverendo don Giacomo Stefani di Magasa munito di tutti i conforti della nostra divina religione, dopo lunga e penosissima malattia spirò il dì 15 maggio e fu sepolto il giorno 17 maggio nel cimitero antico innanzi alla Chiesa al lato sinistro, come era suo vivo desiderio coll'intervento di 4 sacerdoti”. In seguito alla mancata autorizzazione sanitaria la salma fu traslata nell'attuale cimitero.

## Scritto
- La prigioniera del Garda, leggenda in versi sciolti edita nel 1863.